# Котельников, Николай Александрович
Никола́й Алекса́ндрович Коте́льников (19 октября 1912, Карсун, Симбирская губерния — 7 сентября 1975, Саранск) — подполковник Советской Армии, участник Великой Отечественной войны, Герой Советского Союза (1946).

## Биография
Николай Котельников родился 19 октября 1912 года в посёлке Карсун (ныне — Ульяновская область). После окончания десяти классов школы работал в сберегательной кассе. В 1932 году Котельников был призван на службу в Рабоче-крестьянскую Красную Армию. В 1936 году он окончил пограничную военную школу. С ноября 1942 года — на фронтах Великой Отечественной войны. К апрелю 1945 года капитан Николай Котельников командовал дивизионом 1137-го лёгкого артиллерийского полка 169-й лёгкой артиллерийской бригады 14-й артиллерийской дивизии 6-го артиллерийского корпуса прорыва 5-й ударной армии 1-го Белорусского фронта. Отличился во время Берлинской операции.
22-30 апреля 1945 года дивизион Котельникова участвовал в боях за расширение плацдарма к северо-западу от Кюстрина, уничтожив более 20 танков, 3 самоходных артиллерийских установки и около роты солдат и офицеров противника. Котельников лично уничтожил 2 немецких танка.
Указом Президиума Верховного Совета СССР от 15 мая 1946 года капитан Николай Котельников был удостоен высокого звания Героя Советского Союза с вручением ордена Ленина и медали «Золотая Звезда».
После окончания войны продолжил службу в Советской Армии; в 1952 году он окончил Военно-педагогический институт. В 1960 году в звании подполковника Н. А. Котельников был уволен в запас. Проживал в Саранске, работал преподавателем военной кафедры Мордовского государственного университета, затем — инженером гражданской обороны. Умер 7 сентября 1975 года.
Был также награждён двумя орденами Красного Знамени, орденами Александра Невского и Красной Звезды, рядом медалей.